# یونیدروا
یونیدروا (UNIDROIT با تلفظ: یونیدغوا) یا مؤسسه بین‌المللی یکسان‌سازی حقوق خصوصی، یک سازمان بین‌المللی مستقر در رم است. هدف این مؤسسه مطالعه در نیازها و شیوه‌های مدرن کردن، هماهنگ‌سازی و ایجاد هارمونی در حقوق خصوصی به ویژه حقوق بازرگانی، اعم از، بین دولت‌ها و گروهی از دولت‌ها است، به نحوی که بتواند اسناد، اصول و قواعد متحدالشکل حقوقی را برای مقاصد فوق، تنظیم کند.
اصولاً این مؤسسه، در سال ۱۹۲۶ به عنوان ارگان وابستهٔ جامعه ملل تشکیل شد که با اضمحلال جامعهٔ ملل، در سال ۱۹۴۰ براساس توافق‌های چندجانبهٔ بین‌المللی (قوانین یونیدروا) ظاهر گردید. بر اساس قوانین و مقرّرات یونیدروا، اعضای این مؤسّسه، صرفاً دولت‌ها هستند که تا سال ۲۰۱۸ به ۶۳ کشور بالغ شده‌اند. ایران نیز در سال ۱۳۴۳ به واسطهٔ «قانون الحاق دولت ایران به مؤسسه یکنواخت کردن حقوق خصوصی»، به این مؤسسه ملحق شده‌است.
دو قانون متحدالشکل برای بیع کالا و قانون متحدالشکل برای تشکیل بیع کالا از نمونه کارهای این مؤسّسه است که در لاهه به تصویب رسید. در تدوین کنوانسیون ۱۹۸۰ وین یا کنوانسیون سازمان ملل متحد برای قراردادهای فروش بین‌المللی کالا از این دو قانون، به عنوان منبع استفاده گردید و تغییرات زیادی در آن داده شد. از این دو قانون به عنوان کنوانسیون ۱۹۶۴ لاهه نیز یاد می‌شود. این مؤسسه در کنار کمیسیون حقوق تجارت سازمان ملل متحد (آنسیترال)، کنوانسیون‌ها و پروتکل‌های فراوانی در مورد قراردادهای حمل و نقل مسافر و کالا، نمایندگی در بیع کالا، تأمین مالی از طریق لیزینگ، کارگزاری وصول و انتقال مطالبات، کالاهای فرهنگی مسروقه و صادراتی غیرقانونی، منافع در تجهیزات و کالاهای غیرمنقول، و پروتکل‌های مربوط به تجهیزات هواپیما، وسایل نقلیّهٔ ریلی و تجهیزات آن، و دارایی‌های فضایی و از همهٔ این‌ها مهم‌تر، اصول قراردادهای بازرگانی بین‌المللی را تهیه و تدوین کرده‌است.

## شیوه کار یونیدروا
یونیدروا دارای سه رکن دبیرخانه، شورای حکام و مجمع عمومی است. دبیرخانه، مجری امور مختلف یونیدروا می‌باشد و برنامه‌های کاری روزمره آن را انجام می‌دهد. مدیرکل مؤسسه با معرفی رئیس یونیدروا توسط شورای حکام، منصوب می‌گردد. گروهی از مستخدمین بین‌المللی دولتی و کارمندان، امور مرتبط با دبیرخانه را به انجام می‌رسانند. همهٔ سیاست‌های این مؤسّسه، تحت نظر شورای حکام است و تصمیم نهایی در امور، توسط مجمع عمومی اتخاذ می‌شود. تنظیم بودجهٔ سالانه، برنامه‌های کارهای سه سالانه و انتخاب اعضای شورای حکام در هر پنج سال، به عهدهٔ مجمع عمومی است. هر دولت، یک نماینده در این مؤسسه دارد. ریاست مؤسسه به صورت چرخشی، سالانه توسّط نمایندگان (Ambassadors) دولت‌های عضو انتخاب می‌گردد. انگلیسی، فرانسه، آلمانی، ایتالیایی و اسپانیایی زبان‌های رسمی مؤسسه بوده، ولی زبان کاری افراد مؤسسه، انگلیسی و فرانسوی است. همکاری نزدیک مؤسسه با سایر سازمان‌های بین‌المللی در سطح بین دولتی و غیردولتی، توسط توافق‌های منعقده در سطح دبیرخانه‌های آنها اجرایی می‌شود.

## اعضاء
۶۳ عضو یونیدروا عبارتند از:
| کشور عضو                                     | سال عضویت |
| -------------------------------------------- | --------- |
| آرژانتین                                     | 1972      |
| استرالیا                                     | 1973      |
| اتریش                                        | 1948      |
| بلژیک                                        | 1940      |
| بولیوی                                       | 1940      |
| برزیل                                        | 1940      |
| بلغارستان                                    | 1940      |
| کانادا                                       | 1968      |
| شیلی                                         | 1951      |
| چین                                          | 1986      |
| کلمبیا                                       | 1940      |
| کرواسی                                       | 1996      |
| کوبا                                         | 1940      |
| قبرس                                         | 1999      |
| جمهوری چک                                    | 1993      |
| دانمارک                                      | 1940      |
| مصر                                          | 1951      |
| استونی                                       | 2001      |
| فنلاند                                       | 1940      |
| فرانسه                                       | 1948      |
| آلمان                                        | 1940      |
| یونان                                        | 1940      |
| الگو:Country data سریر مقدس                  | 1945      |
| مجارستان                                     | 1940      |
| هند                                          | 1950      |
| اندونزی                                      | 2009      |
| ایران                                        | 1951      |
| عراق                                         | 1973      |
| جمهوری ایرلند                                | 1940      |
| اسرائیل                                      | 1954      |
| ایتالیا                                      | 1940      |
| ژاپن                                         | 1954      |
| لتونی                                        | 2006      |
| لیتوانی                                      | 2007      |
| لوکزامبورگ                                   | 1951      |
| مالت                                         | 1970      |
| مکزیک                                        | 1940      |
| هلند                                         | 1940      |
| نیکاراگوئه                                   | 1940      |
| نیجریه                                       | 1964      |
| نروژ                                         | 1951      |
| پاکستان                                      | 1964      |
| پاراگوئه                                     | 1940      |
| لهستان                                       | 1979      |
| پرتغال                                       | 1949      |
| کره جنوبی                                    | 1981      |
| صربستان (ابتدا با عنوان صربستان و مونته‌نگرو) | 2001      |
| رومانی                                       | 1940      |
| روسیه (ابتدا با عنوان اتحاد جماهیر شوروی)    | 1990      |
| سان مارینو                                   | 1945      |
| عربستان سعودی                                | 2009      |
| اسلواکی                                      | 1993      |
| اسلوونی                                      | 1995      |
| آفریقای جنوبی                                | 1971      |
| اسپانیا                                      | 1940      |
| سوئد                                         | 1940      |
| سوئیس                                        | 1940      |
| تونس                                         | 1980      |
| ترکیه                                        | 1950      |
| بریتانیا                                     | 1948      |
| ایالات متحده آمریکا                          | 1964      |
| اروگوئه                                      | 1940      |
| ونزوئلا                                      | 1940      |

لبنان از ۱۹۵۸ تا ۱۹۶۴ عضو یونیدروا بود. اعضایی که دیگر وجود ندارند عبارتند از: چکسلواکی، جمهوری دمکراتیک آلمان، جمهوری متحد عربی، و یوگسلاوی.